# 102 (število)
102 (stó dvá) je naravno število, za katero velja 102 = 101 + 1 = 103 - 1.

## V matematiki
- sestavljeno število.
- šesto klinasto število.
- 102 = 19 + 23 + 29 + 31.
- Harshadovo število.
- Ulamovo število {\displaystyle 102=3+99\,\!}.
- Zumkellerjevo število.

## V znanosti
- vrstno število 102 ima nobelij (No).

## Drugo

### Leta
- 102 pr. n. št.
- 102, 1102, 2102